# Nederlands Instituut voor Ecologie

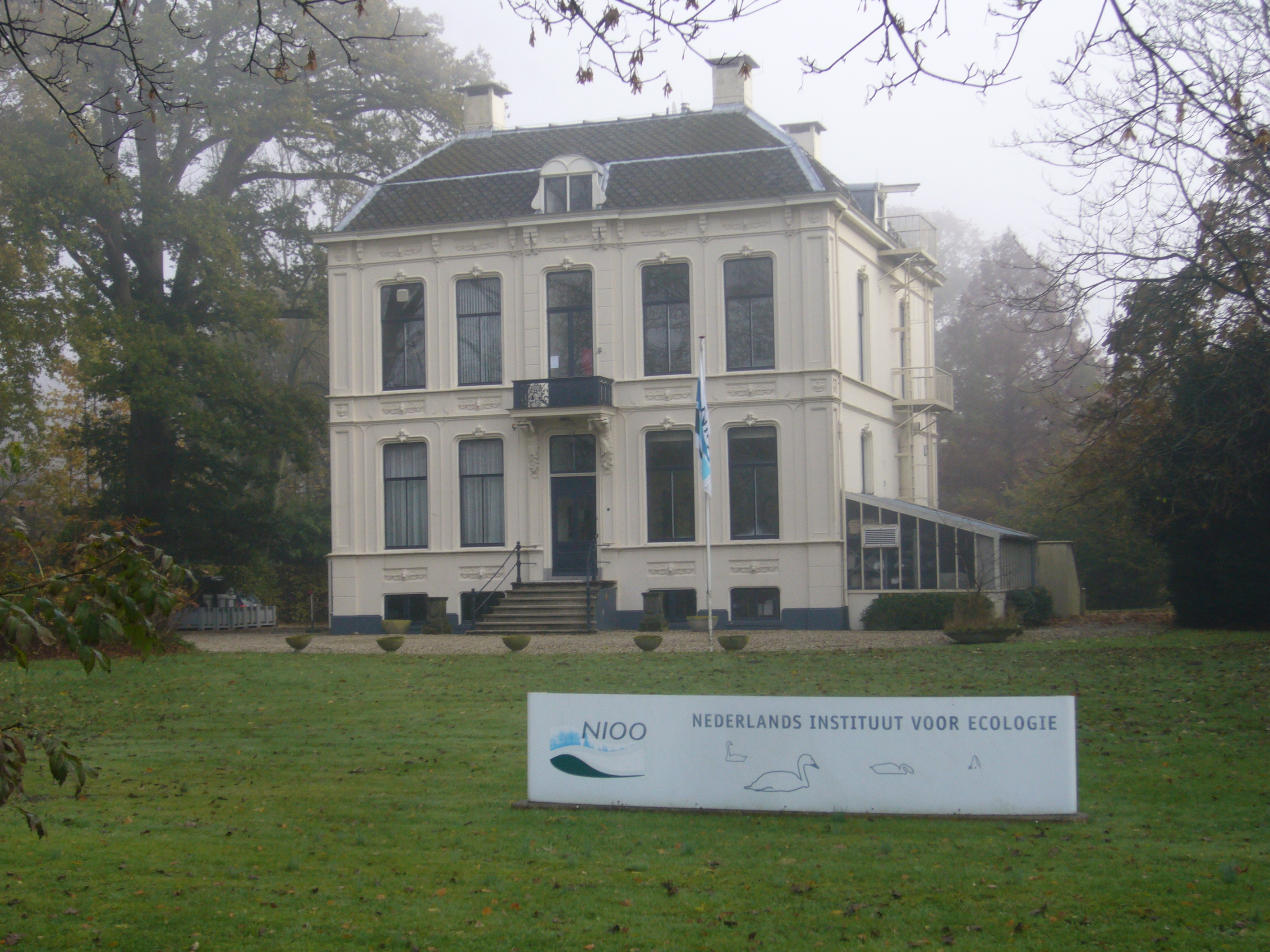
Kantoor NIOO te Nieuwersluis, in 2011 verplaatst naar Wageningen

Het Nederlands Instituut voor Ecologie (NIOO-KNAW) doet onderzoek naar de ecologie van zoetwater en land. Het NIOO is een van de grootste onderzoeksinstituten van de Koninklijke Nederlandse Akademie van Wetenschappen (KNAW) en heeft meer dan 200 mensen in dienst. Dit is ook de grootste groep (fundamentele) ecologen van Nederland.

## Onderzoek
Het NIOO richt zich op fundamenteel en strategisch onderzoek naar organismen, populaties, levensgemeenschappen en ecosystemen. Naast het vergroten van de ecologische kennis, vinden de resultaten van dit onderzoek hun toepassing in bijvoorbeeld milieuonderzoek en -restauratie, natuurbeheer en -beleid en het opzetten van een duurzame maatschappij.
In totaal zijn er vier wetenschappelijke afdelingen: Aquatische Ecologie, Dierecologie, Microbiële Ecologie en Terrestrische Ecologie. Daarnaast zijn ook het Vogeltrekstation en het bureau van ISME (International Society for Microbial Ecology) in het NIOO-gebouw gevestigd.
Voorbeelden uit het onderzoek zijn: de functies van biodiversiteit, de ecologie van giftige blauwalgen (cyanobacteriën), antibiotica en andere actieve stoffen van micro-organismen, persoonlijkheden van vogels (en de gevolgen voor overleving en voortplanting), aanpassing van soorten aan klimaatverandering.

## Locaties
Het instituut is gevestigd in Wageningen en wordt betrokken bij de campus van Wageningen University & Research. Deze Wageningse vestiging is gebouwd volgens het Cradle to Cradle-concept. Een duurzaam ontwerp, waarbij in het dagelijks functioneren zo veel mogelijk energie zelf wordt opgewekt en afval wordt gezuiverd en hergebruikt. Ook is er aandacht voor het stimuleren van biodiversiteit op en om de gebouwen.
Tot februari 2011 was het instituut op drie plaatsen in Nederland gevestigd: in Yerseke (provincie Zeeland), Nieuwersluis (provincie Utrecht) en Heteren (provincie Gelderland). In Wageningen zijn twee van de oorspronkelijke onderzoekscentra samengekomen: het Centrum voor Terrestrische Ecologie (dat eerst in Heteren stond) en het Centrum voor Limnologie, dat eerst in Nieuwersluis stond en zich richtte op onderzoek in het zoete water.
In Yerseke (provincie Zeeland) vonden we tot 2012 het Centrum voor Estuariene en Mariene Ecologie (CEME) van het NIOO. Hier vond het zee- en kustonderzoek plaats. Dit is nu onderdeel van het Koninklijk Nederlands Instituut voor Zeeonderzoek (NIOZ) dat ook op Texel zit.
In de loop van zijn geschiedenis (zie hieronder) heeft het instituut ook vestigingen gehad in Arnhem, Kampen, Oostvoorne en Oosterzee-Gietersebrug.

## Geschiedenis en naam
Het NIOO bestaat sinds 1992, maar heeft veel oudere wortels. De drie gefuseerde onderzoekscentra waren namelijk eerst aparte instituten, opgericht in 1954 en 1957 (2x). Ze vielen alle drie onder de KNAW. Begin jaren 1990 heeft de KNAW besloten om ze samen te voegen tot een ecologie-breed instituut dat alles bestrijkt van DNA- tot landschapsonderzoek.
De oudste wortel is die van het Centrum voor Terrestrische Ecologie (CTE). In 1954 richtte de Akademie de voorloper op, genaamd Instituut voor Oecologisch Onderzoek (IOO). Te Arnhem startte het onderzoek aan de koolmees, trekvogels (het Vogeltrekstation) en andere ecologische vraagstukken. Niet veel later kwam hier het biologisch station Weevers' Duin te Oostvoorne bij, voor vooral botanisch duinonderzoek. Vanuit Kampen volgden IOO-onderzoekers de kolonisatie van de nieuwe IJsselmeerpolders, die halverwege de 20e eeuw droogvielen. Tot begin 2011 zat dit centrum in Heteren en nu wordt het onderzoek voortgezet in Wageningen.
Op 24 juni 1957 volgde het Hydrobiologisch Instituut in Nieuwersluis - later omgedoopt tot Limnologisch Instituut (LI). De oprichting van dit biologisch onderzoeksinstituut voor het zoete water vulde een leemte in het Nederlandse onderzoekslandschap. Nederland was wel waterrijk, maar al dat zoete water werd nog niet structureel professioneel onderzocht. Een tweede vestiging van het LI bevond zich tussen 1966 en 1991 aan het Tjeukemeer in Friesland, in Oosterzee-Gietersebrug om precies te zijn. Het onderzoek is daarna geïntegreerd in dat van het Centrum voor Limnologie (CL).
Het Centrum voor Estuariene en Mariene Ecologie (CEME) is ooit begonnen als het Hydrobiologisch Instituut Afdeling Delta - later Delta Instituut voor Hydrobiologisch Onderzoek (DIHO). Een zusje van het instituut in Nieuwersluis dus, maar geen tweeling: de officiële oprichtingsdatum is namelijk 20 oktober 1957. Dit instituut had tot doel de ecologische gevolgen van de Deltawerken te onderzoeken. Vervolgens groeide het uit tot een wereldwijd opererend onderzoekscentrum, net als de twee andere locaties.
Bij de fusie in 1992 ontstond uit deze drie losse ecologische instituten het Nederlands Instituut voor Oecologisch Onderzoek. Hier is de oorspronkelijke afkorting N.I.O.O. van afgeleid. De wetenschap oecologie gaat inmiddels door het leven als ecologie. Sinds september 2002 is de naam daarom gewijzigd in Nederlands Instituut voor Ecologie (NIOO-KNAW), met de component NIOO niet meer als afkorting maar als acroniem.

## Directeuren
- 1992–1999: Prof.dr. Wim van Vierssen
- 1999–2019: Prof.dr. Louise Vet
- Vanaf 1 november 2019: Prof.dr. Geert de Snoo